# Quarsogabre

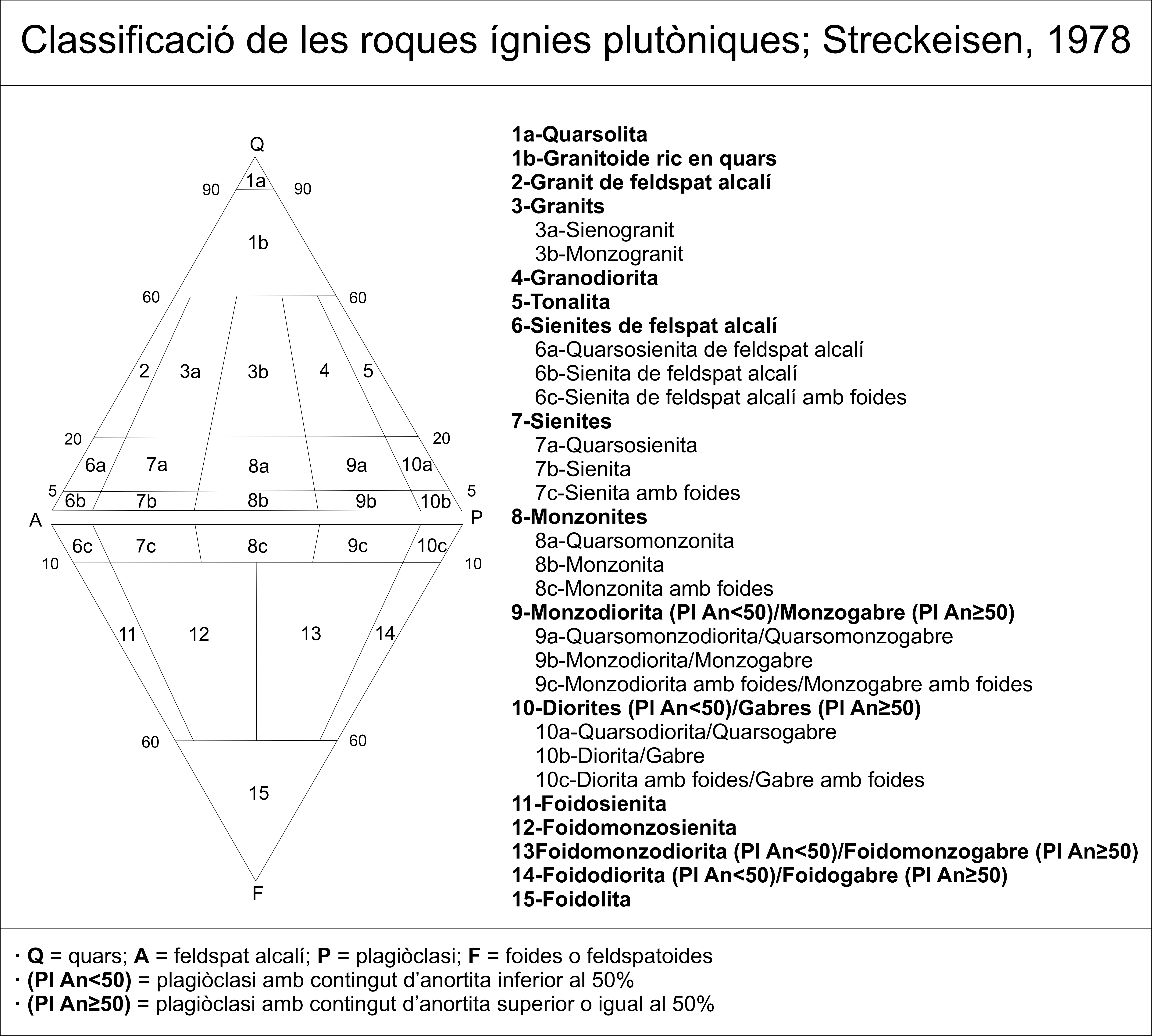
Classificació de les roques ígnies plutòniques segons Streckeisen 1978. El quarsogabre es troba al lloc 10a.

Els quarsogabres són roques ígnies plutòniques que presenten un contingut de quars entre el 5 i el 20%, mentre que l'índex feldespàtic es troba entre un 90 i un 100%. El feldespat que es troba present en aquestes roques és plagioclasa amb el contingut d'anortita superior o igual a 50; si aquest contingut és inferior a 50, la roca s'anomena quarsodiorita.